# Католицька академія в Берліні
Католицька академія в Берліні, навчальний заклад Берлінської архідієцезії, заснований 27 жовтня 1990, має свою штаб-квартиру на території між Chausseestraße 128–129 і Hannoversche Straße 5 в районі Mitte району Mitte .

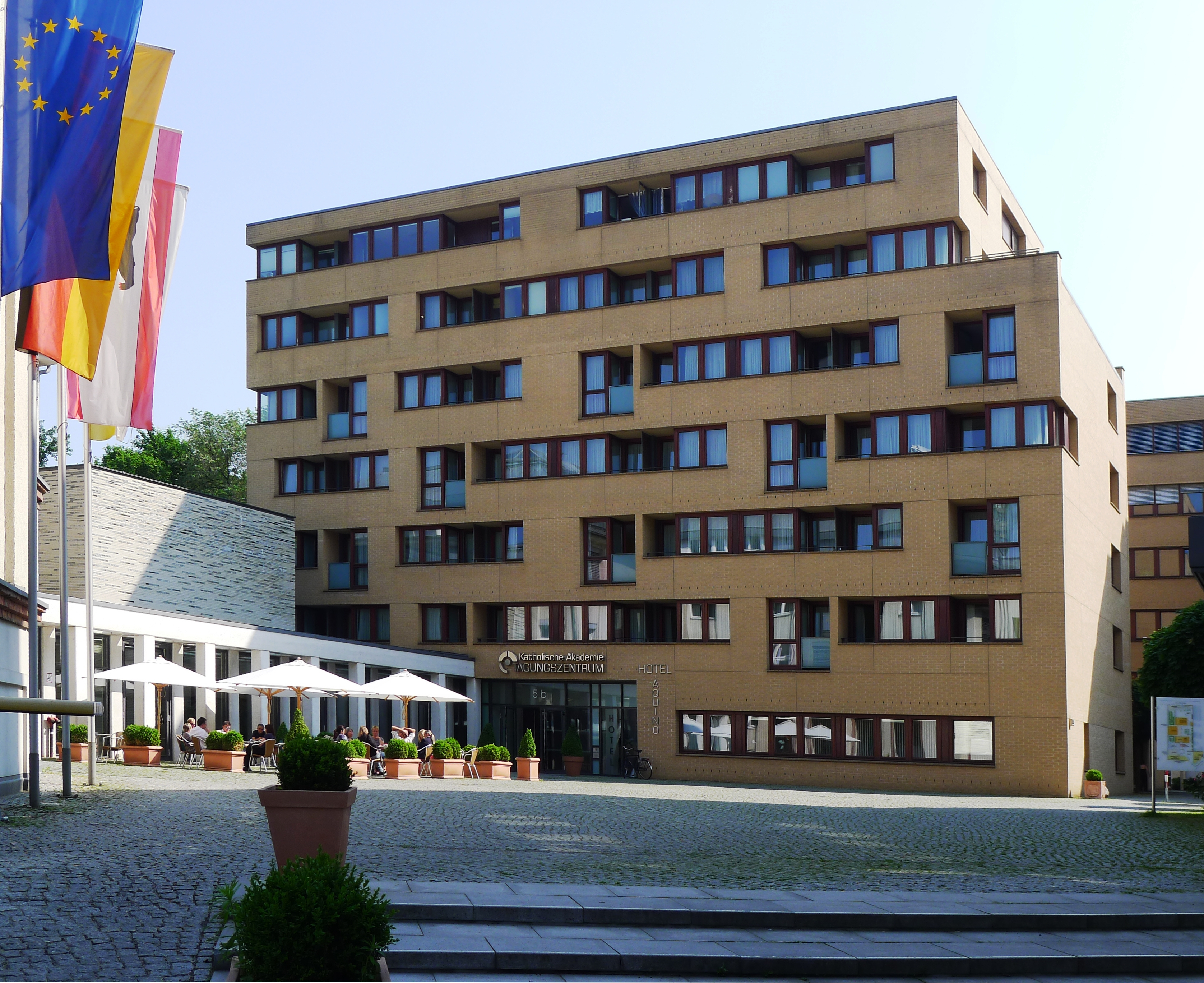
Католицька Академія

## Історія
Перша католицька академія була заснована в 1951 році в єпархії Роттенбург-Штутгарт . Зразком була євангельська академія в Бад-Боллі .
Згідно з рішенням єпископів або апостольських адміністраторів єпархій Берліна, Дрезден-Мейсена та Герліца, єпископських відомств Ерфурт-Майнінгена, Магдебурга та Шверина, а також Федеральної католицької асоціації освіти дорослих, католицька академія заснована в Берліні. Ділянка перед Оранієнбурзькими воротами, яку король Фрідріх II у 1777 році надав громаді католицького собору для першого католицького цвинтаря після Реформації в Берліні, була ідеальною для цієї мети. Після того, як кладовище було залишено, нові були побудовані на Лізенштрассе в районі Гезундбруннен сьогоднішнього району Мітте та на сьогоднішній Олленгауерштрассе в районі Рейнікендорф однойменного району. Житлові та комерційні будівлі були побудовані на території між 1902 і 1906 роками.
Директором-засновником Католицької академії був Вернер Реммерс, а перше засідання академії відбулося 27 жовтня 1990 року.
14 грудня 2023 у Католицькій академії відбувся IX Форум Вільних Держав Постросії  «Після Імперії: Нові незалежні деколонізовані та демілітаризовані Держави без мізантропічних ідеологій» 

## Завдання
Програма Католицької академії спрямована не лише на членів власної церкви, а й на всіх людей у суспільстві. Окрім релігійних, політичні та культурні теми обговорюються на конференціях, лекціях, колоквіумах та панельних дискусіях. Зали для проведення семінарів та заходів Католицької Академії також доступні для інших організаторів.
У грудні 2020 року Йоахім Хаке розпочав серію онлайн-розмов "о другій по дванадцятій". Розмова про Бога і світ .

## Будівля
В 1994 році Берлінська архиєпархія оголосила архітектурний конкурс на забудову території. Потрібен був готель, аудиторія, офіс та будівля католицького офісу в Берліні . Будівлі мали бути згруповані навколо трьох загальнодоступних дворів для створення католицького центру . Хоча костел св. Фоми Аквінського спочатку не був включений в архітектурний конкурс, він є серцевиною будівельного ансамблю Католицького центру. Спочатку, з 1995 року, після реконструкції та розширення старої будівлі за адресою Hannoversche Straße 5, побудованої приблизно в 1905 році, Католицька Академія мала дві великі кімнати для семінарів із 100 учасниками, дві менші кімнати для семінарів до 50 учасників та конференц-зал . Тут також містилася адміністрація католицької академії. На першому поверсі знаходиться ресторан . Решта будівель було завершено в 1999 році. Старовинна будівля разом із Академічною церквою, сусіднім шестиповерховим готелем із 40 комфортабельними номерами та будівлею католицького офісу в Берліні, розташованим прямо на Ганноверше Штрассе, завершує перший із трьох внутрішніх дворів. Паралельно з готелем побудована офіс ; Між ними лежить споруда двоповерхової аудиторії, яка виходить на кладовище Доротенштадт. П-подібний комплекс будівель межує з другим двором. Третій дворик розташований між офісною будівлею, в якій розташована берлінська філія Pax-Bank, і старою будівлею на Шаусзештрассе.

## Веб-посилання
- Католицька академія в Берліні eV